# 伊丹酒
伊丹酒（いたみざけ）とは、今の兵庫県伊丹市で産した日本酒の一つで、将軍の御膳酒にも用達された。雅号ふうに丹醸（たんじょう）とも呼ばれる。

## 概要
江戸時代に江戸の発展と結合して江戸積酒造業の発展を支えた上方の酒造地の一つ。領主市場の成立と米の商品化を基軸にした経済関係の中で発展した。
ピークは元禄期といわれる。伊丹酒は「伊丹諸白」とも呼ばれる。諸白とは、酒造過程において、麹と掛米双方に精白米を用いる製法である。伊丹諸白の特徴として、
- 冬季に集中して仕込む「寒造り」を採用したこと、
- 杜氏集団の分業化と酒造工程の連続的運用という量産方式を採用したこと、

があげられる。そして、伊丹で作られた酒はそのほとんどが大量消費地である江戸市場に運ばれ、領主である近衛家の保護のもと、一部の酒造家においては樽船問屋を経営したり、江戸にも酒問屋を構えたりすることにより、生産から輸送・流通、販売までの一貫した体制により清酒の品質を確保し、高級酒としての伊丹酒の地位を確立したといえる。

## 歴史

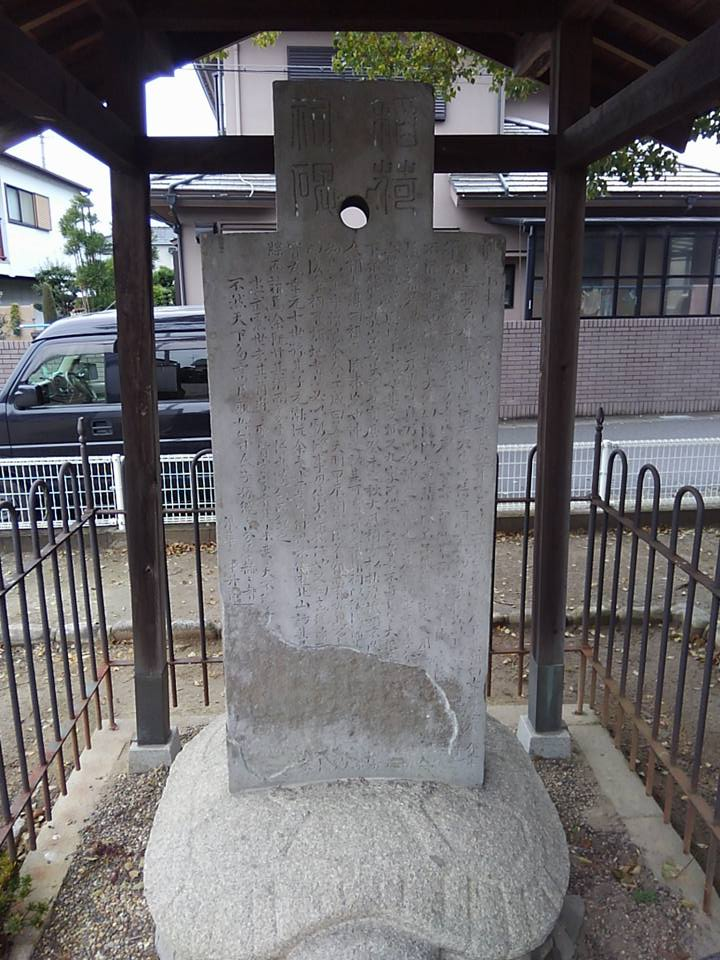
兵庫県伊丹市鴻池の鴻池稲荷祠碑

伊丹は、摂津国猪名川上流にある郷村であり、戦国時代は荒木村重の城下町となった。同じ川沿いの池田並びに、武庫川支川天王寺川沿いの鴻池（現在の伊丹市西部）、さらに武庫川上流の小浜（こはま（小浜宿）、現在の宝塚市）・大鹿（現在の伊丹市東部）などの郷とともに、室町時代中期から他所酒を生産し始めていた。日本酒の趨勢として、戦国時代に僧坊酒が衰退すると、これらの酒郷は奈良流の製法を吸収し、当時の日本の酒市場で一挙に台頭してきた。
貞治（じょうじ）年間（1362～1367年）に稲寺屋が伊丹で酒造業を起こし、升屋が継承。
永正７年（1510年）に紙屋八左衛門が京都府の城州八幡より移る。
伊丹酒の隆盛は、鴻池村における鴻池直文（善右衛門、山中新六幸元）が清酒造りに成功したことに始まった。
慶長5年（1600年）に伊丹の鴻池直文（善右衛門）が、室町時代からあった段仕込みを改良し、麹米・蒸米・水を3回に分ける三段仕込みとして効率的に清酒を大量生産する製法を開発した。これはやがて日本国内において、清酒が本格的に一般大衆にも流通するきっかけとなった。また、これを以て日本の清酒の発祥とみなす立場もあり、伊丹市鴻池には「清酒発祥の地」の伝説を示す石碑「鴻池稲荷祠碑」（こうのいけいなりしひ）が残っている。江戸時代後期の儒者、中井履軒が寛政12年（1800年）ごろ、大坂へ進出して豪商となっていた鴻池家に依頼された書いた文が刻まれており、戦国時代の武将、山中幸盛の孫（一説には長男）、幸元（新六）を始祖とする鴻池家が、それまでの濁り酒から清酒を作ることに成功した旨が記されている。この碑は平成3年12月、伊丹市が文化財に指定した。
慶長５年（1600年）頃には江戸まで馬で酒を運んだと伝えられている。
馬一頭の背に振り分けた四斗樽2樽セットのことを『一駄』といい、１樽のことを『片馬』といった。この呼称は、上方の酒が帆船で海上輸送されるようになってからも、商習慣の名残として存続し、清酒の卸価格や運賃も全て十駄（二十樽）が1つの基準であった。
寛文6年（1666年）、伊丹は公家の近衞家の所領となった。その時点で伊丹の酒造株高は約8万石で、大きな酒屋になると一軒で1万石を超えていたという。米で1万石といえば、それだけの知行があれば武士では大名になれたわけだから、その隆盛ぶりがうかがわれる。
その後、より早く多く輸送するため、3つのルートを経て江戸へ運ばれることとなった。まず、最初に馬の背に樽を乗せて運ぶルートで、伊丹から神崎または広芝まで馬借問屋の手で運ばれた。次に、天道舟という神崎から伝法まで神崎船積問屋が運搬する方法がある。そして最後に江戸積大型廻船を使って伝法から江戸に伝法船問屋（のちの樽廻船問屋）が輸送する。
猪名川を利用した輸送については、馬借の反対によりなかなか実現しなかったが、天明４年（1784年）に営業が認められ、猪名川通船により伊丹から神崎まで船のルートも確保された。
このようにして、伊丹で造られた酒は船で猪名川を下り、大坂湾に出て、菱垣廻船や樽廻船で江戸へ出荷されたわけだが、地元で消費されるよりも圧倒的に江戸に出荷する率が高かった。地元の人はもとより、京・大坂の人もあまり伊丹の酒は飲んでいなかったのである。
寛文以降の幕府の厳しい酒造統制、元禄年間の減醸令、また元文3年（1738年）に新酒一番船の江戸入津は15艘までと制限されたことなどにより、伊丹周辺の酒郷である鴻池、小浜、大鹿、山田などは持ちこたえられなくなって、次第に衰退し消滅していった。すでに財を成し大坂へ進出していた鴻池家は、鴻池という郷村が酒郷として衰滅したあとも豪商として諸方面に活躍し、やがて明治時代以降は財閥となり、平成時代に至るまで三和銀行として綿々と商脈は続いていくことになる。
さて、酒造統制の逆風のなかでも伊丹だけは、領主の近衛家が醸造業を保護育成したこともあって生き残りに成功し、その優れた酒質が評価されて、元文5年（1740年）には伊丹酒の銘柄『剣菱』『男山』『菊剣菱』が徳川将軍家の御膳酒になり、さらに『老松』『富士白雪』『菊名酒』が”禁裏調貢の御銘”（＝宮内庁御用達）となるなど、伊丹ブランドは不動の地位を獲得する。また、江戸市中の酒の相場をたどっても、伊丹酒や池田酒は他の土地の酒に比べはるかに高値で取引されていたことがわかる。
ところが皮肉なことに、伊丹酒にとって真の逆風は幕府の酒造統制ではなく、もっと足下にあったことが後年になってわかる。同じ摂泉十二郷のなかで室町時代から他所酒のライバルであった西宮や、この業界に新規参入してきた灘に、伊丹酒は質、量ともにどんどん追い上げられていくようになった。西宮や灘は海に面しているので、輸送のためまず川下りから始めなければならない伊丹より有利であったことも挙げられる。
灘が酒郷として最初に文献に登場するのは正徳6年（1716年）であるが、はっきりと江戸の酒市場で伊丹酒を追い上げる新興勢力として確認されるのは、享保9年（1724年）江戸の下り酒問屋の調査で酒の生産地として灘目三郷の名が公に報告書に記載されたときである。これこそ江戸時代後期の灘五郷である。
やがて天保年間（1837年または1840年）に西宮で宮水が発見されると、灘酒はさらに味がグレードアップし、消費者も灘を買うようになっていった。こうして伊丹酒は江戸時代後期には次第に江戸での販売シェアを灘に奪われていくのだが、伊丹は領主近衛家の計らいで京都に新たな販路拡大を開くことになる。天保6年（1835年）以後、近衛家への年貢として上納する酒という名目で、伊丹酒は公に京都に入ることが許されたのである。かつては大津酒が京都では他所酒のトップブランドであったが、こうして伊丹酒がそれにとってかわるようになった。
こうした新たな販路を開拓したものの、伊丹酒は江戸末期から明治時代にかけ、大きく衰滅していき、天下に名をとどろかせた「剣菱」「男山」「松竹梅」などの伊丹発祥の酒銘の多くは、灘などの蔵元に移転・買収されていった。だが、「白雪」「老松（現在は委託醸造）」「大手抦（2006年3月廃業したが、ブランドは2009年に小西酒造が復活させている）」などが、伊丹で往年の伝統を伝え21世紀までに至った。
『「伊丹諸白」と「灘の生一本」下り酒が生んだ銘醸地、伊丹と灘五郷』が、令和2年度の日本遺産に認定される。

## 製法

### 柱焼酎
僧坊酒の直系の後継者は奈良流であったが、麹歩合を奈良流より低く、また汲水（くみみず）延ばしを行い、加える水の量を多くし、上槽の前に焼酎を加えてアルコール度数を高めた。
この手法を柱焼酎（はしらじょうちゅう）といい、今日の醸造工程におけるアルコール添加の起源である。柱焼酎を行なうことで、それ以前のこってりとした諸白とは異なるすっきりとした辛口の酒ができ、この味は後に灘の生一本などに引き継がれる男酒（おとこざけ）の原型となった。

### 汲水歩合
加えた水の量を、使った米の総量で割ったものを汲水歩合（くみみずぶあい）という。江戸時代初期において、伊丹酒の汲水歩合は0.58で、南都諸白や奈良流と変らない。寛文7年（1667年）の伊丹の寒造りにおいては0.6となっている。
江戸時代後期に、水と港に恵まれて成長する灘酒は、「十」石の「水」を十石の米に加えることから十水仕込み（とみずじこみ）と呼ばれた製法を採用し、汲水歩合が1.00近くまで高くなっている。これは当時から「延びの効く酒」と評価された。　

### 大量生産
元禄16年（1703年）の記録によれば、以下のような製造データがある。
総米－9石7斗
醪総量－15石3斗6升
麹歩合－3割3分
南都諸白のころよりも十数倍も大量生産になっていることがわかる。
その理由として、杜氏集団の分業化と酒造工程の連続的運用という酒造技術の採用があげられる。諸白は酒母に麹と蒸米・水を三段階に分けて仕込むのが特徴である。南都諸白は各段階とも等量に仕込む方式であることから大きな酒造量は望めない。一方、伊丹諸白では各段階とも倍加させながら仕込む方式を採用し、比較的大量の造酒が可能となった。また、杜氏が働き人と呼ばれる酒造労働者群を統率し、精白－洗米－蒸米ー麹づくり－酒母づくり－もろみづくり－搾りあげ－火入れ、などの酒造工程に配置され、麹と蒸米・水を倍加させながら三段に仕込み、これらの工程を繰り返し運用することで、量産方式を確立した。
寛政11年（1799年）刊『日本山海名産図会』酒造の項より

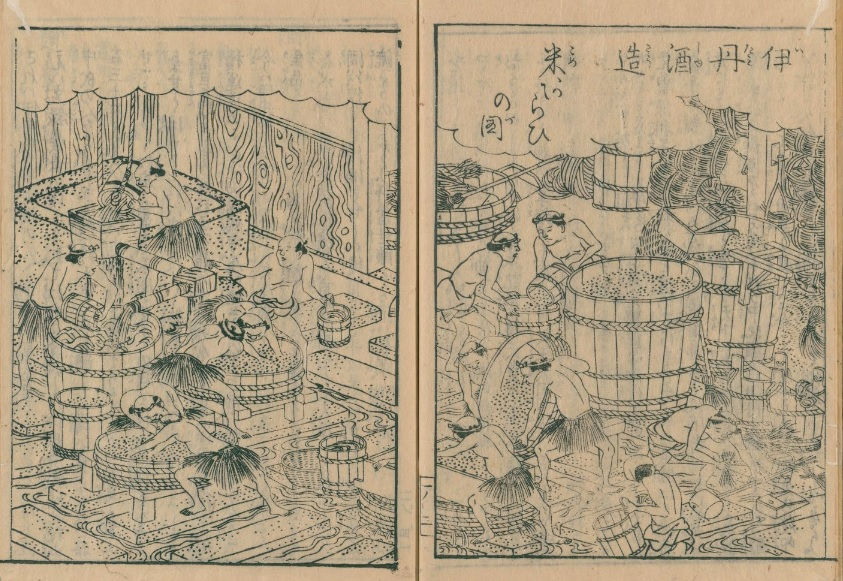
米洗いの図
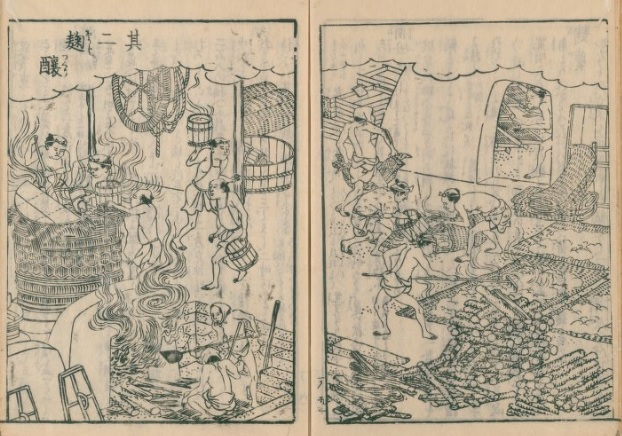
麹つくりの図
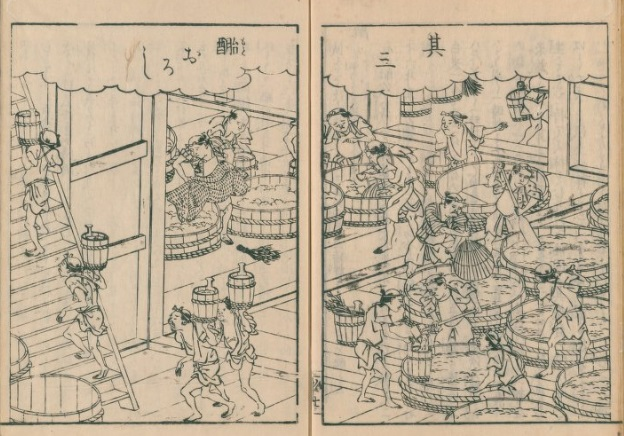
酛おろしの図
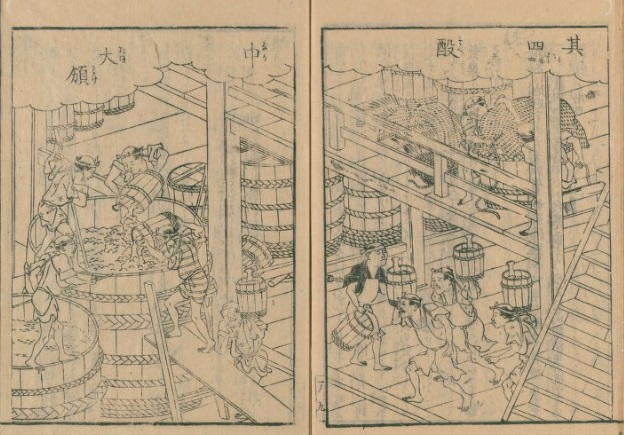
洗い仕込みの図
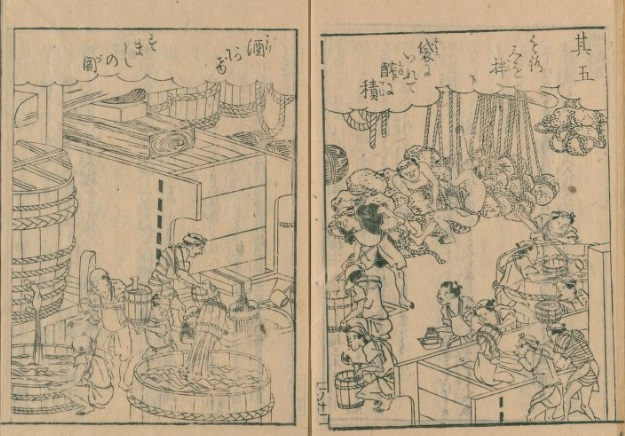
酒しぼりの図

### 四季醸造
延宝の禁以降、建前としてはもう造っていないことになっていた四季醸造ではあるが、元禄6年（1693年）の時点ではまだ新酒24酛、間酒（あいしゅ）44酛という記録が残っている。
しかし江戸の消費者の好みがしだいに寒酒になじんできたこと、摂泉十二郷のあいだでも酒質の追求、売り込み競争が激化したことなどが原因で、伊丹でも次第に寒造りへ一本化されていった。

### 寒造り
冬季に集中して仕込みを行う。最初に仕込む酒母、つぎの三段階に仕込むもろみでは、麹によるデンプンの糖化と酵母によるブドウ糖のアルコール発酵が並行し、これを平行複発酵（へいこうふくはっこう）と呼ぶが、作用の適温は前者が摂氏37度、後者が摂氏30から32度となる。このため、夏の暑い時期が仕込みの適期となるが、空気や水など自然界に生息する腐敗菌や酢酸菌の活動も活発となるため、酒が腐敗したり、すっぱくなったりの酸敗（ざんぱい）が起きやすい。澄まし灰による中和が酸敗の対処法のひとつとしてあげられる。寒造りは寒さで腐敗菌や酢酸菌の活動が不活発となり酸敗が起きにくく、安全度は高まる一方で、平行複発酵には時間がかかり、仕込み期間が長くなる。発酵を促進させるため、暖気樽（木製の一斗樽に湯を入れる）の投入個数を増減することにより平行複発酵の適温を確保していた。

## 伊丹酒の酒造メーカー
- 小西酒造「白雪」
- 伊丹老松酒造「御免酒 老松」

明治の末、伊丹で流行った「銘酒の歌」では、今昔の伊丹酒の銘柄を歌いこんでいる。
『銘酒の歌』
このうち、「老松」「剣菱」「男山」の三銘柄が江戸時代に特に有名だった。

## 文化財・文化遺産
- 旧岡田家住宅　２棟　- 国指定文化財
- 旧石橋家住宅　１棟　- 県指定文化財

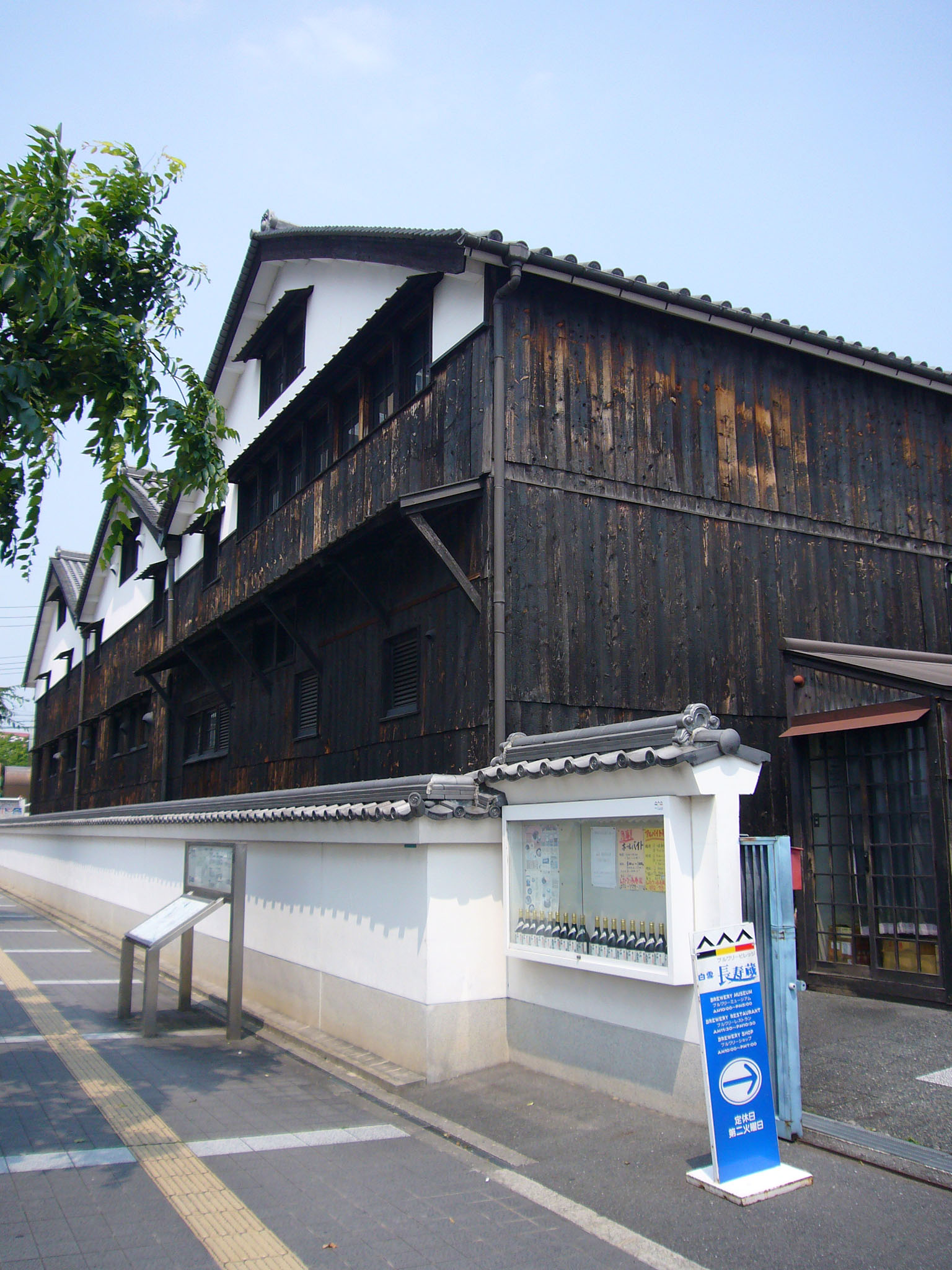
ブルワリーミュージアム『長寿蔵』

- 酒樽・桶づくり用具一式（伊丹市立博物館　所蔵）　- 県指定文化財
- 鴻池稲荷祠碑　- 市指定文化財
- 長寿蔵